# Autographie

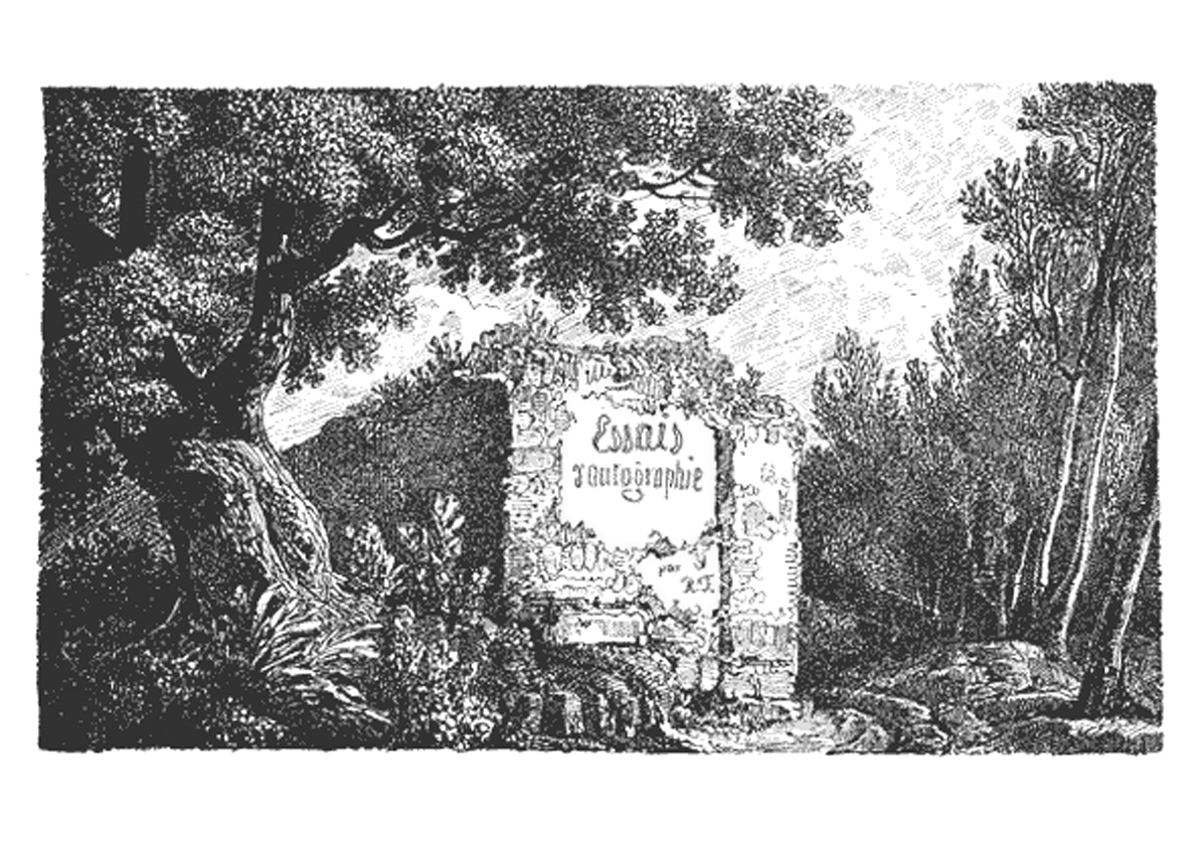
Page de titre des Essais d’autographie de Rodolphe Töpffer.

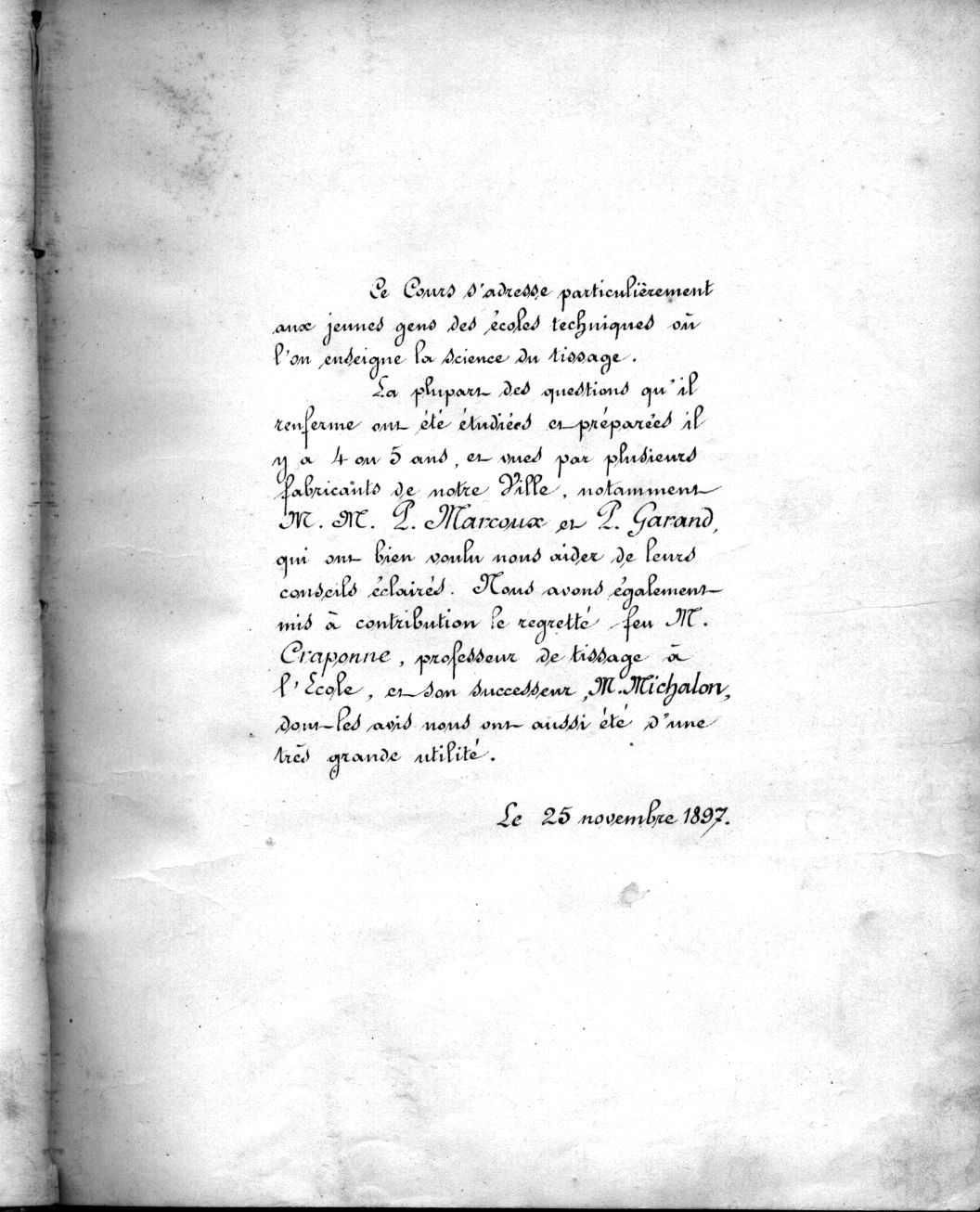
Page d’un livre réalisé en autographie (Cours de tissage, 1897).

L’autographie (de l'allemand : Autografie) est un procédé d'imprimerie du début du XIXe siècle, directement issu de la lithographie, permettant de transposer sur une pierre lithographique, ou une plaque en métal, des dessins ou des textes réalisés sur un papier spécial avec une encre grasse. Cela évitait d’avoir à dessiner ou écrire à l’envers directement sur la pierre lithographique, ou de passer par la gravure, qui, si elle est mal réalisée, peut réduire la nervosité et l'expressivité des traits.
La radioautographie est l'usage d'émulsions photographiques (dosifilms) pour la mesure et/ou l'étude des rayonnements.

## Technique
La technique de l’autographie a été mise au point par le dramaturge allemand, Aloys Senefelder, dans la ligne directe de son invention de la lithographie. Il invente un « papier-pierre », destiné à remplacer la pierre lithographique lourde, fragile et encombrante. Ce papier, recouvert d’une couche de matière durcie, reçoit l’encre comme la pierre traditionnelle. Mais, en recouvrant la surface d’une couche de colle, qui isole l’encre du support, on peut facilement transférer celle-ci sur une autre pierre. Le « papier report », sur lequel on a écrit ou dessiné à l’encre grasse, est placé face écrite contre la pierre, et mouillé. La colle se dissout et l’encre se trouve reportée sur la pierre, inversée par rapport à l’original, et donnera donc une image à l’endroit à l’impression.
L’usage de l’autographie était réservé à l’origine à de petits tirages personnels ou commerciaux. L’écrivain et dessinateur suisse, Rodolphe Töpffer, utilisa l’autographie pour réaliser ses albums mêlant textes manuscrits et dessins, qui formèrent les premières bandes dessinées.
Par la suite, l’usage du « papier report » se généralise dans l’ensemble des procédés nommés Chemiegrafie (« chimigraphie ») par Senefelder, qui se subdivisent en variantes portant des noms qui n’ont pas résisté au temps. Une forme d’autographie est appelée « polyautographie » (titre d’un recueil d’exemples publié par Senefelder). L'autotypographie permet d’imprimer une épreuve de typographie, de gravure sur métal ou d’une autre lithographie sur un papier report, pour être ensuite imprimée en lithographie.
Avec la chromolithographie, qui utilise de nombreuses couleurs et demande un repérage précis, on utilise un papier report pour imprimer sur chacune des pierres (une par couleur) un dessin en lignes très fines qui délimitent chaque couleur par un contour précis.